# فورناری
فورناری (به ایتالیایی: Furnari) یک کومونه در ایتالیا است که در استان مسینا واقع شده‌است.

## خصوصیات
فورناری ۱۳٫۴۸ کیلومترمربع مساحت و ۳٫۶۸۴ نفر جمعیت دارد.